# Schouwen-Duiveland
Schouwen-Duiveland (anhörenⓘ) (seeländisch Schouwen-Duveland) ist eine Insel in der niederländischen Provinz Zeeland, die zugleich auch eine eigenständige Gemeinde bildet. Diese zählt 34.424 Einwohner (Stand 1. Januar 2025).

## Geschichte
Im Bereich der heutigen Insel Schouwen-Duiveland gab es im Mittelalter vier Inseln: Schouwen, Duiveland, Dreischor und Bommenee. Diese Inselwelt wurde im Mittelalter und in der Frühen Neuzeit einerseits durch Sturmfluten, andererseits durch den Deichbau mehrfach umgestaltet. Schritt für Schritt wurden die einzelnen Inseln durch Einpoldern zur heutigen Insel Schouwen-Duiveland vereinigt.
- Die beiden größten Inseln, Schouwen (im Westen) und Duiveland (im Osten), waren durch eine „Gouwe“ genannte Meeresenge (östlich von Zierikzee) getrennt. 1374 wurde der nördliche Teil eingedeicht, so dass der Polder Noordgouwe entstand. 1610 wurde auch der verbliebene Teil der Gouwe eingepoldert, früher „Zuid Gouwe“ genannt.[3] Seither bilden Schouwen-Duiveland eine einzige Insel.
- Die dritte Insel, Dreischor, befand sich im Bereich des gleichnamigen Dorfes und seines Umlandes. Sie war von Schouwen durch die bereits im Jahre 776 urkundlich erwähnte Meeresenge „Sonnemar“ („Südmeer“, auch „Sonnemare“ und „Sonnemere“ geschrieben) getrennt, an die heute der Name des Dorfes Zonnemaire erinnert und die westlich von Dreischor in die Gouwe überging.[4] Auch das Sonnemar wurde trockengelegt.
- Die vierte Insel, Bommenede (auch „Bommenee“ geschrieben), lag – ebenfalls östlich des Sonnemar – nördlich von Dreischor, an der Nordostspitze der heutigen Insel Schouwen-Duiveland. Im Achtzigjährigen Krieg, als die Insel Bommenede bereits mit Schouwen verbunden war, 1574 wurde der gleichnamige Hafenort zu einer Festung ausgebaut, die im Oktober 1575 von spanischen Truppen unter Führung von Cristóbal de Mondragón nach zweiwöchiger Belagerung eingenommen wurde.[5] Bommenede gehörte bis zur Sturmflut von 1682 nicht zu Zeeland, sondern zu Holland.

Im Zweiten Weltkrieg wurde Schouwen-Duiveland am 17. Mai 1940 von der Wehrmacht besetzt. Am 10. Dezember 1944 wurden in der Stadt Renesse zehn niederländische Widerstandskämpfer, die Zehn von Renesse, von einem Standgericht zum Tode verurteilt und gehängt. Da das Supreme Headquarters Allied Expeditionary Force die Insel Schouwen-Duiveland als strategisch unwichtig einordnete, wurde sie als einzige Insel Zeelands während des Krieges nicht von den Truppen der Alliierten befreit. Drei Tage nach der Teilkapitulation der Wehrmacht für Nordwestdeutschland, Dänemark und die Niederlande kapitulierten am 7. Mai 1945 auch die deutschen Besatzungstruppen auf Schouwen-Duiveland.
Aufgrund von Brücken und Deichbauten im Rahmen der Deltawerke ist Schouwen-Duiveland heute – im strengen Sinne – keine Insel mehr. Denn sie ist über die Insel Goeree-Overflakkee mit dem Festland sowie über ein Sperrwerk und die Zeelandbrug mit der Insel Noord-Beveland verbunden.
Der Verwaltungssitz ist in der Stadt Zierikzee, die bis 1995 eine eigenständige Gemeinde mit etwa 11.000 Einwohnern (Stand 2002) war. Die zur Großgemeinde Schouwen-Duiveland gehörenden, an der Nordseeküste liegenden Ortsteile Renesse und Westerschouwen sind beliebte Ausflugs- und Ferienziele, insbesondere für Touristen aus Nordrhein-Westfalen.
Siehe auch
- Mannetje van Willemstad aus der Frühgeschichte

## Natur auf Schouwen-Duiveland
Die Natura-2000-Gebiete Grevelingen, Oosterschelde und Voordelta liegen teilweise in der Gemeinde Schouwen-Duiveland. Das gilt auch für das vorgeschlagene Natura-2000-Gebiet Krammer-Volkerak. Der Nationalpark Oosterschelde (der teilweise dem Natura-2000-Gebiet Oosterschelde entspricht) liegt ebenfalls teilweise innerhalb der Gemeindegrenzen. Auf Schouwen-Duiveland gibt es eine große Anzahl von Naturschutzgebieten. Diese Gebiete werden meist von Staatsbosbeheer verwaltet. Die meisten Naturschutzgebiete sind für Besucher geöffnet. Die Gebiete sind besonders für Vogelbeobachter und Radfahrer geeignet. In der Natur von Schouwen-Duiveland sind besondere europäische Arten wie Säbelschnäbler, Großer Brachvogel und Seeregenpfeifer zu finden. Die Boswachterij Westerschouwen ist der größte Wald in der Provinz Zeeland. Neben der Natur in und um den Grevelingen-See gibt es auf Schouwen-Duiveland noch folgende Naturschutzgebiete:
- Oosterschelde

- Voordelta

- Westerschouwen Forstwirtschaft

- Kop van Schouwen

- Slikken van Dijkwater

- Sirjansland Dorf Wald

- Duinzoom

- Gadra

- Kakkersweel

- Karolingische Festung

- Gebiet der Bäche Ouwerkerk

- Möwendünen

- Naterskreek

- Plan Tureluur

- Prunje

- Schelphoek

- Schouwse Dijkbeemden

- Schuddebeurs (Naturschutzgebiet)

- Der Steenzwaan

- Vliegveld (Naturschutzgebiet)

- Vroongronden

- Zoeten en Zouten Haard

## Politik

### Sitzverteilung im Gemeinderat
Seit der Gründung von Schouwen-Duiveland kam folgende Sitzverteilungen im Gemeinderat zustande:
| Leefbaar Schouwen-Duiveland      | –  | 4  | 3  | 4  | 5  | 6  | 6  |
| CDA                              | 4  | 4  | 4  | 3  | 3  | 3  | 3  |
| VVD                              | 7  | 4  | 4  | 5  | 4  | 3  | 3  |
| SGP                              | 3  | 2  | 2  | 3  | 3  | 3  | 3  |
| GPV                              | 3  | –  | –  | –  | –  | –  | –  |
| GroenLinks                       | 1  | 1  | 1  | 1  | 0  | 3  | 3  |
| PvdA                             | 4  | 3  | 5  | 2  | 2  | 1  | 2  |
| ChristenUnie                     | –  | 2  | 2  | 2  | 2  | 1  | 1  |
| D66                              | 2  | 0  | 0  | 1  | 1  | 1  | 1  |
| SP                               | –  | –  | –  | –  | 2  | 2  | 1  |
| alert!                           | –  | 3  | 2  | 2  | 1  | –  | –  |
| Onafhankelijk Schouwen-Duiveland | –  | –  | –  | –  | 0  | –  | –  |
| RPF                              | 2  | –  | –  | –  | –  | –  | –  |
| Gesamt                           | 23 | 23 | 23 | 23 | 23 | 23 | 23 |

### Politische Gliederung
Die Gemeinde wird in folgende Ortsteile aufgeteilt:
| Nr. | Ort           | Einwohner |
| --- | ------------- | --------- |
| 00  | Zierikzee     | 12.035    |
| 01  | Brouwershaven | 1.290     |
| 02  | Zonnemaire    | 775       |
| 03  | Dreischor     | 965       |
| 04  | Noordgouwe    | 790       |
| 05  | Bruinisse     | 3.790     |
| 06  | Nieuwerkerk   | 2.760     |
| 07  | Oosterland    | 2.705     |
| 08  | Ouwerkerk     | 580       |
| 09  | Scharendijke  | 1.315     |
| 10  | Kerkwerve     | 1.015     |
| 11  | Ellemeet      | 350       |
| 12  | Haamstede     | 4.215     |
| 13  | Renesse       | 1.490     |
| 14  | Noordwelle    | 295       |
| 15  | Serooskerke   | 260       |
|     | Gemeinde      | 34.630    |

1. ↑  Bezirksnummer
2. ↑  (Stand: 1. Januar 2024)

## Strände

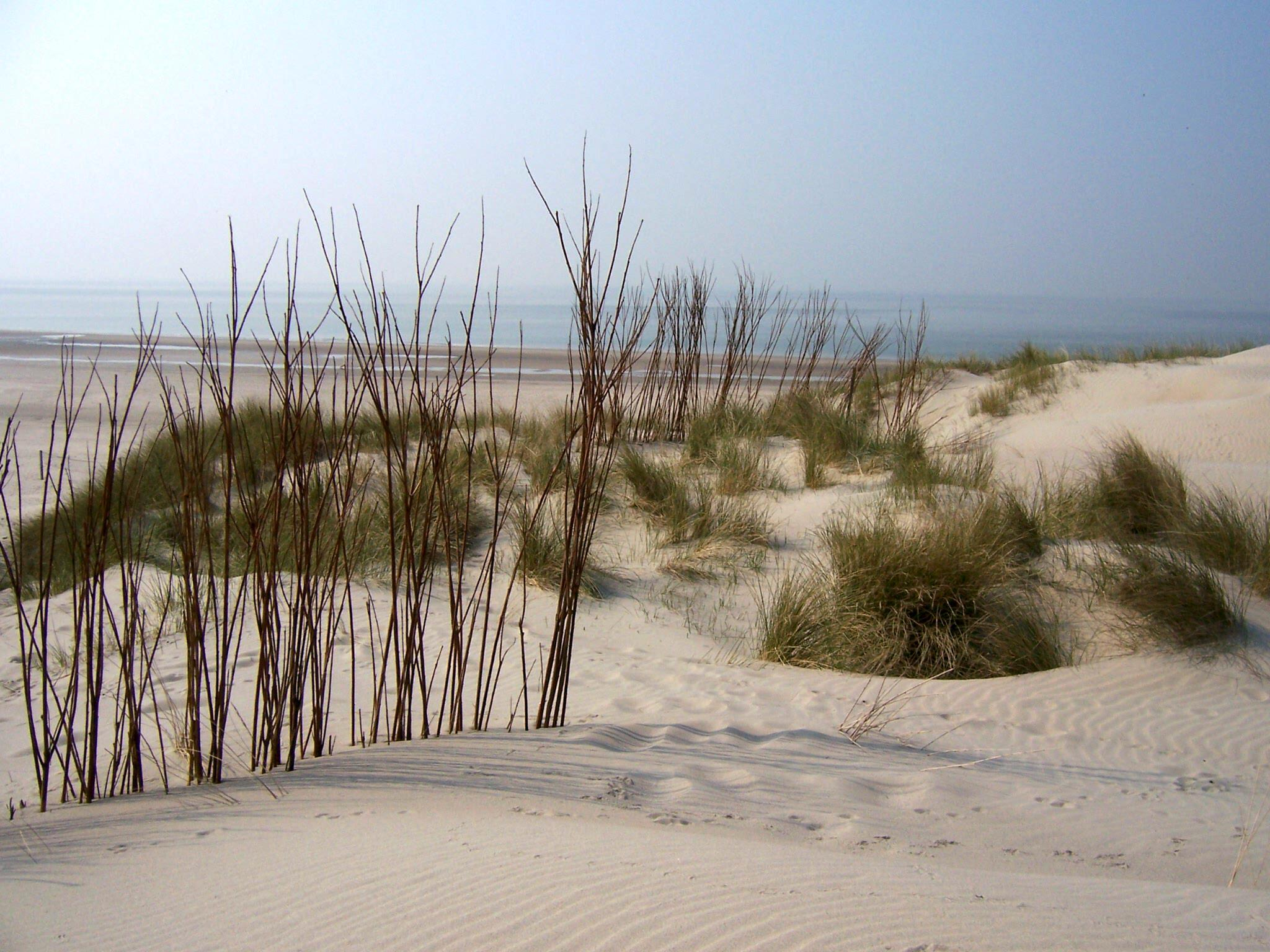
Nordseestrand und Düne auf Schouwen-Duiveland

Die Küstenlinie von Schouwen-Duiveland ist in verschiedene Strandabschnitte unterteilt.
Familienstrände
Speziell für Familien und Kinder gestaltete Strandabschnitte, die von der niederländischen Rettungsbrigade überwacht werden.
Naturstrände
Naturbelassene Strände, auf denen in speziellen Abschnitten das Nacktbaden erlaubt ist.
Wasser-, Sportstrände
Speziell für verschiedene Wassersportarten konzipierte Strandabschnitte. In einzelnen Abschnitten sind die Extremsportarten Buggykiten und Stuntdrachensteigen erlaubt.
Familien-/Wasser-, Sportstrände
Eine Mischung aus Familien-, Wasser- und Sportstränden

## Kirchen
- Sint Jacobus (Renesse)
- Corneliuskerk (Noordwelle)
- Sint Jodocuskerk (Oosterland)
- Sint Johannes Evangelist (Nieuwerkerk)
- Sint Lievens Monster Kerk (Zierikzee)
- Sint Nicolaaskerk (Brouwershaven)
- Johannes de Doperkerk (Burgh-Haamstede)

## Verkehr
- Die Zeelandbrug, über 5000 Meter lang, verbindet seit 1965 die Insel mitten über die Oosterschelde in Richtung Süden. Siehe auch Karte bei Zierikzee, Verkehrswege.

- Die Straße auf dem Brouwersdam hinter dem Grevelingen (eine ehemalige Meeresbucht, auch Grevelingenmeer genannt) schafft die Verbindung zur Insel Goeree-Overflakkee, die zu Südholland zählt.

- Die Straße auf dem Oosterscheldekering (Oosterschelde-Sturmflutwehr) verbindet seit 1987 Schouwen-Duiveland direkt an der Nordseeküste mit der (Halb-)Insel Noord-Beveland. Sie gehört wie die Straße auf dem Brouwersdam zum Rijksweg 57.

- Zum östlich liegenden Dorf Anna Jacobapolder, Gemeinde Tholen, gibt es keine Brücke über das hier nur wenige hundert Meter breite Mastgat, man benutzt eine Bootsverbindung oder die Straße über den Grevelingendam und den Philipsdam. Die Straße über den Grevelingen-Damm führt als Rijksweg 59 weiter Richtung Moerdijk (Nordbrabant).

## Personen aus Orten der Insel
- Jan van Renesse († 1304), von Slot Moermond, Adliger und Feldherr
- Jacob Cats (* 1577 in Brouwershaven;  † 1660 in Den Haag), Dichter und Politiker
- Pieter Zeeman (* 1865 in Zonnemaire; † 1943), Physiker. Er erhielt 1902 den Nobelpreis für Physik (2. Jahrgang der Preisträger)
- Jan Andreas Verhoeff (* 1911 in Brouwershaven; † 1944, hingerichtet), niederländischer Widerstandskämpfer